# La niña de la estación
La niña de la estación es una canción escrita en 1942 para la tonadillera Concha Piquer.

## Descripción
El tema recrea la trágica historia de la dulce Adelina, quien vivió un breve romance con un joven que un buen día partió y nunca regresó, pese a que Adelina, incansable, visitaba la estación ferroviaria a diario en espera de un frustrado retorno.
Se trata de un tema reiterado en la historia musical española, con otras canciones de argumento similar como Penélope, de Joan Manuel Serrat o Lady, Lady (1984), de Bravo.
El tema obtuvo un enorme éxito en su momento, y alcanzó el puesto dos en las listas de éxitos de España en 1942.